# Нувьон-сюр-Мёз
Нувьо́н-сюр-Мёз (фр. Nouvion-sur-Meuse) — коммуна во Франции, находится в регионе Шампань — Арденны. Департамент — Арденны. Входит в состав кантона Флиз. Округ коммуны — Шарлевиль-Мезьер.
Код INSEE коммуны — 08327.
Коммуна расположена приблизительно в 210 км к северо-востоку от Парижа, в 90 км севернее Шалон-ан-Шампани, в 10 км к юго-востоку от Шарлевиль-Мезьера.

## Население
Население коммуны на 2008 год составляло 2225 человек.
| 1962 | 1968 | 1975 | 1982 | 1990 | 1999 | 2008 |
| ---- | ---- | ---- | ---- | ---- | ---- | ---- |
| 2710 | 2808 | 2627 | 2308 | 2256 | 2193 | 2225 |

## Администрация
| Период | Период | Фамилия         | Партия       | Должность                                         |
| ------ | ------ | --------------- | ------------ | ------------------------------------------------- |
| 1983   | 1989   | Марсель Юлен    | ФКП          |                                                   |
| 1989   | 1999   | Жак Абран       | Разные левые | член генерального совета кантона Флиз (1994—2000) |
| 2000   | 2001   | Мишель Дрокслер |              |                                                   |
| 2001   |        | Жан-Люк Клод    | беспартийный |                                                   |

## Экономика
В 2007 году среди 1433 человек в трудоспособном возрасте (15—64 лет) 949 были экономически активными, 484 — неактивными (показатель активности — 66,2 %, в 1999 году было 62,1 %). Из 949 активных работали 822 человека (459 мужчин и 363 женщины), безработных было 127 (59 мужчин и 68 женщин). Среди 484 неактивных 161 человек были учениками или студентами, 161 — пенсионерами, 162 были неактивными по другим причинам.

## Достопримечательности
- Церковь Нотр-Дам (XVI век). Памятник истории с 1972 года.[3]

## Города-побратимы
- Аллендорф (Германия, с 1973)
- Фридрихрода (Германия)

## Фотогалерея

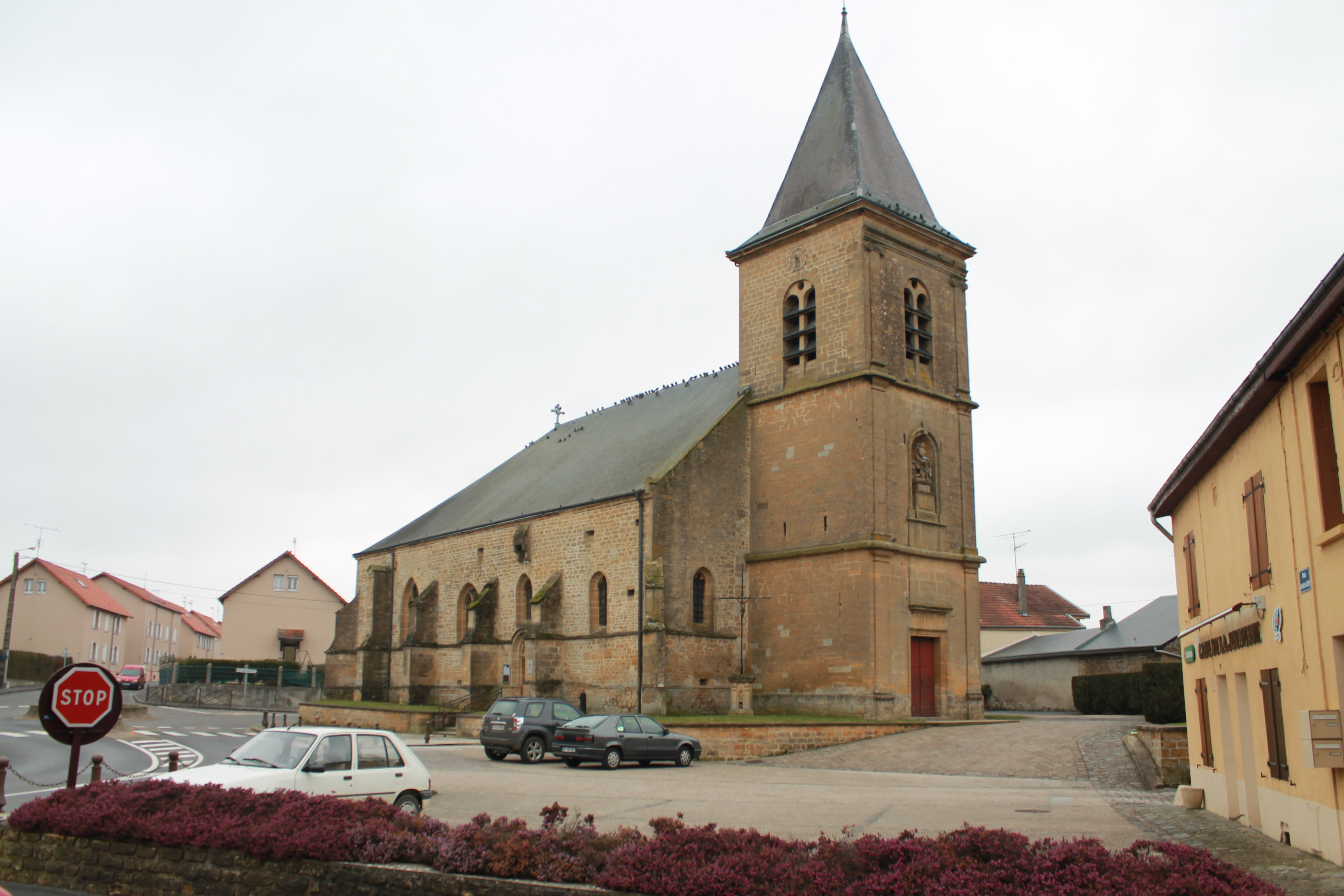
Церковь Нотр-Дам
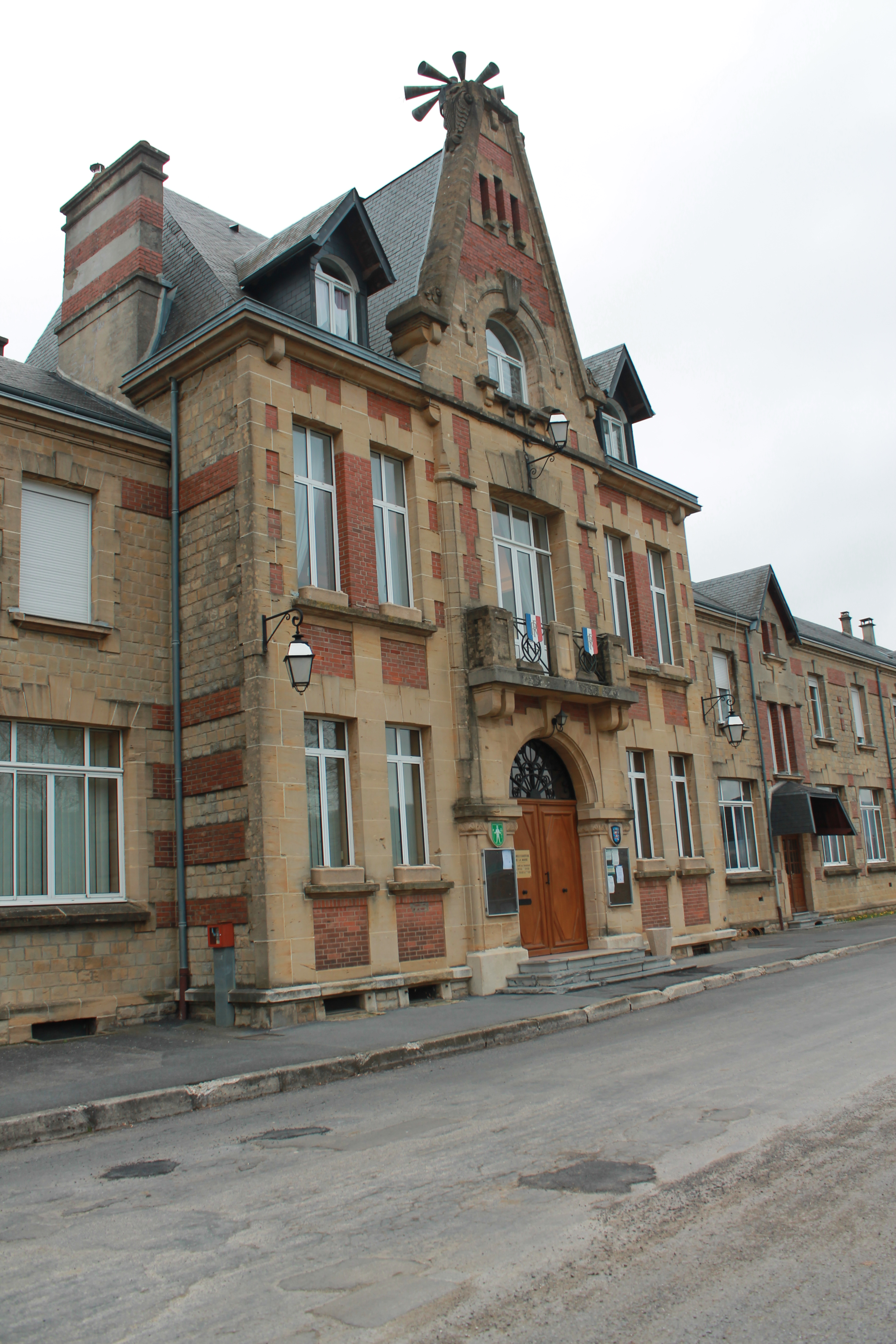
Мэрия
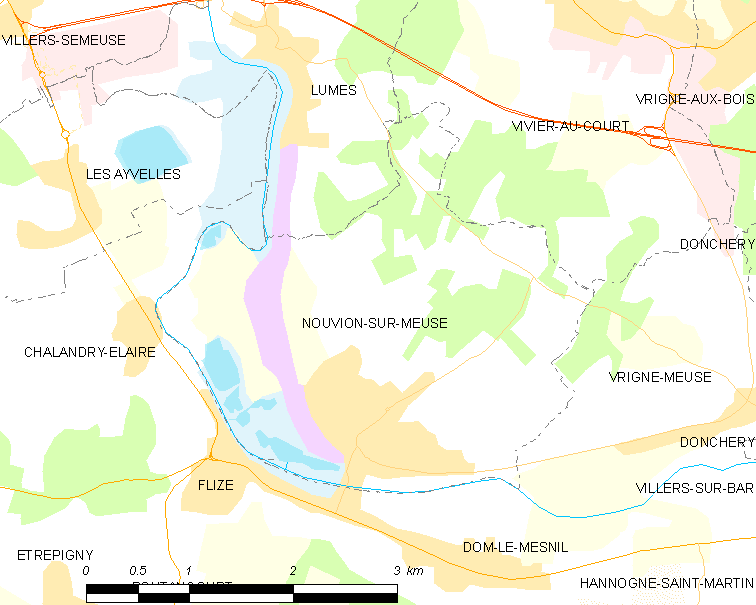
Карта коммуны